# Strumigenys benulia
Strumigenys benulia  (лат.) — вид мелких земляных муравьёв из подсемейства мирмицины (Myrmicinae).Юго-Восточная Азия: Таиланд.
Мелкие муравьи (около 3 мм) с сердцевидной головой, расширенной кзади. Длина головы HL 0,56 мм, ширина головы HW 0,39 мм (мандибулярный индекс MI 38). Головной дорзум с многочисленными отстоящими волосками. Обладают длинными жвалами с двумя апикальными шиповидными зубцами и одним преапикальным. Основная окраска тела коричневая. Усики 6-члениковые. Большая часть боковой поверхности грудки (мезоплеврон, метаплеврон и часть проподеума) гладкая и блестящая. Заднегрудка с 2 короткими проподеальными шипиками.
Отличается от близкого вида Strumigenys daithma (Фиджи) своей плотно пунктированной спинной поверхностью груди (пронотума и мезонотума), укороченным скапусом и мелкими и размерами.
Стебелёк между грудкой и брюшком состоит из двух члеников: петиолюса и постпетиолюса (последний четко отделен от брюшка), жало развито, куколки голые (без кокона). Предположительно, как и другие виды рода, специализированные охотники на коллембол. Вид был впервые описан в 2000 году английским мирмекологом Барри Болтоном (Лондон, Великобритания).